# Barney Slater
Barney Slater (* 21. Januar 1923 in Gastonia, North Carolina; † 29. November 1978 in Los Angeles, Kalifornien) war ein US-amerikanischer Drehbuchautor.

## Leben
Slater trat, beginnend mit It Grows on Trees, seit 1952 als Drehbuchautor in Erscheinung. Sein Hauptaugenmerk lag dabei auf verschiedenen Fernsehserien, u. a. Verschollen zwischen fremden Welten und mehrere Westernserien. Er war an mehr als 35 Film- und Fernsehproduktionen beteiligt.
Für die Arbeit an dem Drehbuch zu Stern des Gesetzes war er 1958 gemeinsam mit Dudley Nichols und Joel Kane für den Oscar in der Kategorie Bestes Originaldrehbuch nominiert. 
Slater verstarb 1978 bei einem Autounfall, bei dem der Verursacher floh.

## Filmografie (Auswahl)
- 1952: It Grows on Trees
- 1953: Jede Woche neu (It Happens Every Thursday)
- 1954: Der Würger von Coney Island (Gorilla at Large)
- 1957: Stern des Gesetzes (The Tin Star)
- 1958–1960: Wilder Westen Arizona (Tombstone Territory, Fernsehserie)
- 1959: Der Texaner (The Texan, Fernsehserie, 3 Folgen)
- 1959–1960: Johnny Ringo (Fernsehserie, 3 Folgen)
- 1965–1968: Verschollen zwischen fremden Welten (Lost in Space, Fernsehserie)
- 1967: Time Tunnel (Fernsehserie, 1 Folge)
- 1969: Bonanza (Fernsehserie, 1 Folge)
- 1971: Columbo: Schritte aus dem Schatten (Lady in Waiting, Fernsehserie)
- 1972: Geier kennen kein Erbarmen (Cahill U.S. Marshal)